# Тредубское сельское поселение
Тредубское се́льское поселе́ние — упразднённое муниципальное образование в составе Торжокского района Тверской области. На территории поселения находилось 13 населённых пунктов.
Центр поселения — деревня Тредубье.
Образовано в 2005 году, включило в себя территорию Тредубского сельского округа.
Законом Тверской области от 17 апреля 2017 года № 23-ЗО были преобразованы, путём их объединения, муниципальные образования Мошковское и Тредубское сельские поселения в Мошковское сельское поселение.

## Географические данные
- Общая площадь: 120,8 км²
- Нахождение: юго-восточная часть Торжокского района
  - Граничит:
    - на северо-востоке — с Калининским районом, Медновское СП,
    - на юго-востоке — со Старицким районом, Васильевское СП,
    - на юго-западе — с Ладьинским СП,
    - на северо-западе — с Высоковским СП и Мошковским СП.

Главная река — Шостка.

## Экономика
Основное хозяйство — колхоз «Знамя».

## Население
По переписи 2002 года — 341 человек, на 01.01.2008 — 310 человек.
Национальный состав: русские.

## Населенные пункты
На территории поселения находятся следующие населённые пункты:

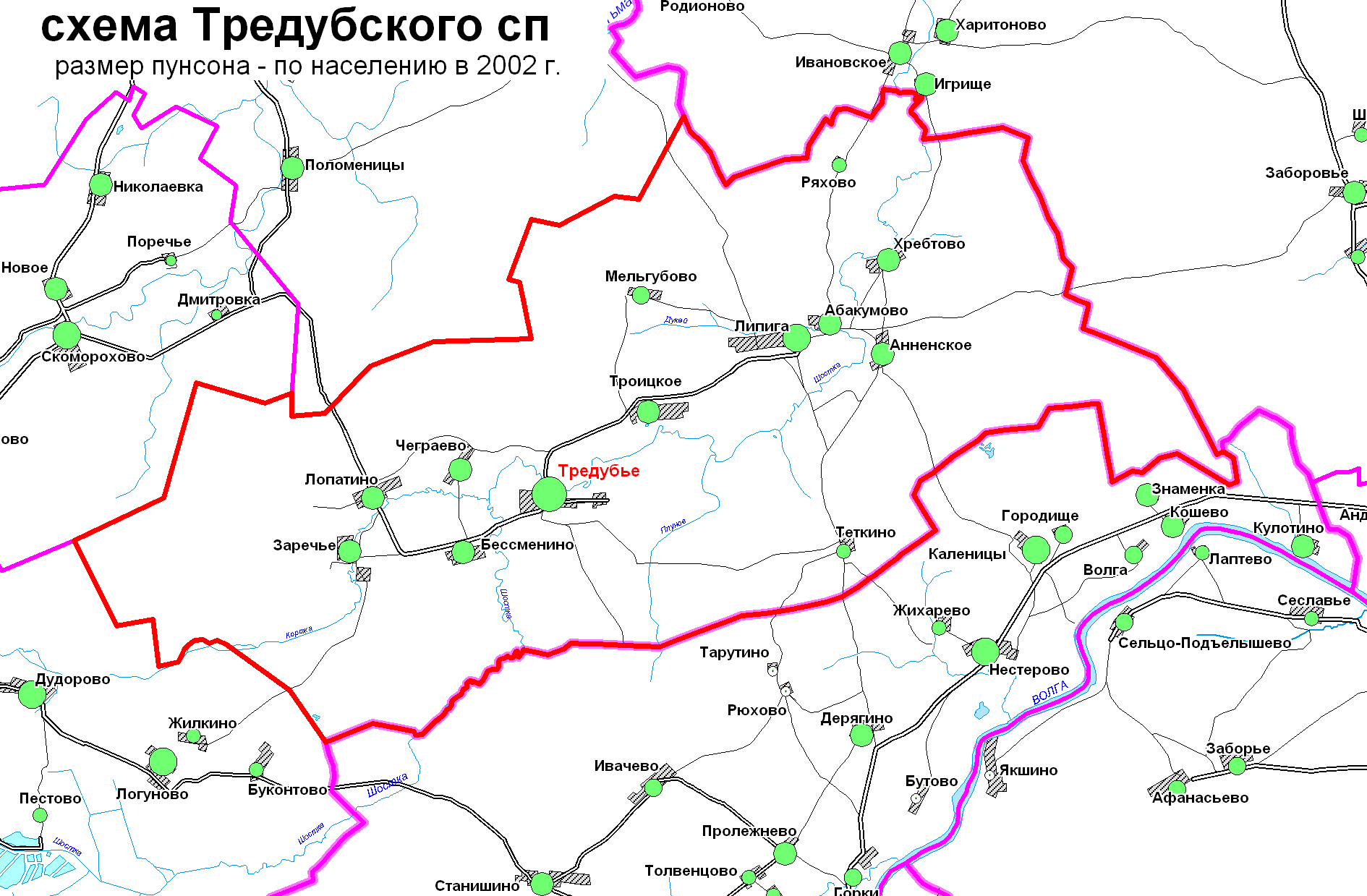
Схема Тредубского сп

| №  | Тип  | Название   | Население | Население | Население |
| №  | Тип  | Название   | 1996      | 2002      | 2008      |
| -- | ---- | ---------- | --------- | --------- | --------- |
| 1  | дер. | Тредубье   | 221       | 127       | 141       |
| 2  | дер. | Абакумово  | 10        | 12        | 10        |
| 3  | дер. | Анненское  | 5         | 20        | 9         |
| 4  | дер. | Бессменино | 41        | 24        | 19        |
| 5  | дер. | Заречье    | 20        | 17        | 17        |
| 6  | дер. | Липига     | 79        | 52        | 51        |
| 7  | дер. | Лопатино   | 15        | 22        | 15        |
| 8  | дер. | Мельгубово | 5         | 8         | 3         |
| 9  | дер. | Ряхово     | 3         | 3         | 3         |
| 10 | дер. | Теткино    | 4         | 3         | 3         |
| 11 | дер. | Троицкое   | 19        | 18        | 25        |
| 12 | дер. | Хребтово   | 22        | 18        | 5         |
| 13 | дер. | Чеграево   | 2         | 17        | 9         |

## История
В XI—XIV вв. территория поселения находилась на границе Новоторжской волости Новгородской земли с Владимиро-Суздальским, затем Тверским княжеством.
В XIV веке присоединена к Москве.
- После реформ Петра I территория поселения входила:
  - в 1708—1727 гг. в Санкт-Петербургскую (Ингерманляндскую 1708—1710 гг.) губернию, Тверскую провинцию,
  - в 1727—1775 гг. в Новгородскую губернию, Тверскую провинцию,
  - в 1775—1796 гг. в Тверское наместничество, Старицкий уезд,
  - в 1796—1924 гг. в Тверскую губернию, Старицкий уезд,
  - в 1924—1929 гг. в Тверскую губернию, Новоторжский уезд,
  - в 1929—1935 гг. в Московскую область, Емельяновский район,
  - в 1935—1956 гг. в Калининскую область, Емельяновский район,
  - в 1956—1963 гг. в Калининскую область, Высоковский район,
  - в 1963—1990 гг. в Калининскую область, Торжокский район,
  - с 1990 в Тверскую область, Торжокский район.

В середине XIX — начале XX века деревни поселения относились к Тредубской волости Старицкого уезда.
В 50-е годы XX века деревни поселения входили в Липигский сельсовет Емельяновского, затем Высоковского района.

## Известные люди
На территории поселения родились 3 Героя Советского Союза:

 Бросалов, Александр Никанорович — родился в с. Анненское.

 Емельянов, Гавриил Александрович — родился в д. Бессменино.

 Тарасов, Георгий Григорьевич — родился в д.Тредубье.

Полный кавалер ордена Славы Говроданов, Пётр Иванович родился в д. Лопатино.